# Microbatrachella capensis
Microbatrachella capensis sau micro broasca, denumire tradusă literar din limba engleză (în engleză Micro frog), este una din cele mai mici specii de amfibieni ce face parte din ordinul Anura. Specia ocupa un areal restrâns în sudul Africii, în sud-vestul regiunii Capului. 

## Caracteristici fizice
Formele adulte ating în lungime circa 10-18 mm. Capul larg, botul rotunjit. Colorația în regiunea dorsală variază de la pal spre verde întunecat, gri, cafeniu, roșcat sau negru, cu o dungă întunecată de la ochi spre regiunea axială, de asemenea cu o dungă pală sau verde îngustă de-a lungul regiunii vertebrale, iar uneori cu linii sau pete laterale mai largi. Suprafața ventrală este netedă, cu pete mici de culoare neagră pe un fon de alb. Sacii vocali ai masculilor se extind pe o jumătate din suprafața ventrală a corpului și se umflă aproape cât dimensiunea corpului în timpul vocalizării.

## Distribuția geografică și habitatul
Această specie se întâlnește pe un areal restrâns în regiunea de sud a Africii, în sud-vestul regiunii Capului. Colonizează regiuni umede din apropierea mlaștinilor cu un pH mediu acid de 4.0-7.0, în iazuri, lacuri. Este o specie sensibilă la amenințările urbane și agricole, la plantele invazive și animale. Cele mai multe dintre zonele populate sunt cu o alternare de sezoane, astfel în sezonul secetos, numai 25% din regiunile de reproducere ale acestei specii rămân umede, iar atunci când începe sezonul secetos, aceste broaște se îngroapă în locurile mlăștinoase, dar fără apă, așteptând sezonul umed. Despre hrănire și comportament nu se cunosc multe informații.

## Reproducerea
După fecundare, în lunile iunie și iulie, o femela depune circa 20 de ouă mici, pigmentate, printre vegetația acvatică, la o adâncime mică a apei. Mormolocii posedă o înotătoare caudală scurtă. Metamorfoza are loc în luna decembrie.